# 奈良県道14号桜井田原本王寺線
奈良県道14号桜井田原本王寺線（ならけんどう14ごう さくらいたわらもとおうじせん）は、奈良県桜井市から同県磯城郡田原本町を経て同県北葛城郡王寺町に至る主要地方道に指定された県道である。

## 概要
奈良県桜井市戒重を起点とし、北葛城郡王寺町畠田四丁目に至る。
桜井市から田原本町までの区間は、大和鉄道の廃止区間の軌道敷跡を転用したものである。

### 路線データ
- 起点 : 桜井市戒重（春日神社前交差点、国道169号交点）
- 終点 : 北葛城郡王寺町畠田四丁目（畠田4丁目交差点、国道168号交点）
- 陸上距離 : 15.9 km[注釈 1]

## 歴史
- 1954年（昭和29年）1月20日 - 建設省（現・国土交通省）が主要地方道田原本王寺線を指定。
- 1966年（昭和41年）2月15日 - 奈良県が主要地方道田原本王寺線を廃止し、桜井田原本王寺線（桜井市 - 田原本町 - 北葛城郡王寺町）として主要地方道の県道認定[1]。

## 路線状況

### 重複区間
- 奈良県道5号大和高田斑鳩線（広陵町寺戸 - 広陵町大野）

## 地理

### 通過する自治体
- 奈良県
  - 桜井市 - 磯城郡田原本町 - 磯城郡三宅町 - 北葛城郡広陵町 - 北葛城郡河合町 - 北葛城郡上牧町 - 北葛城郡王寺町

### 交差する道路
| 交差する道路                                          | 交差する場所 | 交差する場所 | 交差する場所 | 交差する場所       | 備考                                         |
| ----------------------------------------------------- | ------------ | ------------ | ------------ | ------------------ | -------------------------------------------- |
| 国道169号〈桜井バイパス〉                             | 奈良県       | 桜井市       | 桜井市       | 春日神社前         |                                              |
| 奈良県道152号大三輪十市線                             | 奈良県       | 桜井市       | 桜井市       | 大泉               |                                              |
| 国道24号                                              | 奈良県       | 磯城郡       | 田原本町     | 千代北             |                                              |
| 奈良県道112号田原本広陵線 奈良県道151号田原本停車場線 | 奈良県       | 磯城郡       | 田原本町     | 三笠               |                                              |
| 国道24号〈橿原バイパス〉                              | 奈良県       | 磯城郡       | 田原本町     | 保津西             |                                              |
| 奈良県道108号大和郡山広陵線                           | 奈良県       | 北葛城郡     | 広陵町       | 鳥居大橋           |                                              |
| 奈良県道157号箸尾停車場線                             | 奈良県       | 北葛城郡     | 広陵町       | 箸尾南             |                                              |
| 奈良県道5号大和高田斑鳩線                             | 奈良県       | 北葛城郡     | 広陵町       | 寺戸大橋西詰       | ※ここから北葛城郡広陵町大野まで県道5号と重複 |
| 奈良県道5号大和高田斑鳩線                             | 奈良県       | 北葛城郡     | 広陵町       | 寺戸北             |                                              |
| 奈良県道5号大和高田斑鳩線                             | 奈良県       | 北葛城郡     | 広陵町       | 大野               |                                              |
| 奈良県道132号河合大和高田線                           | 奈良県       | 北葛城郡     | 河合町       | 佐味田             |                                              |
| 奈良県道253号中筋出作川合線                           | 奈良県       | 北葛城郡     | 上牧町       | 西和消防署南分署前 |                                              |
| 国道168号 奈良県道202号畠田藤井線                     | 奈良県       | 北葛城郡     | 王寺町       | 畠田4丁目          |                                              |

※ 交差する場所の括弧書きは地名、それ以外は交差点名で表示

### 沿線
- 田原本駅
- 奈良県立磯城野高等学校
- 飛鳥川
- 曽我川
- 葛城川
- 高田川
- 乙女山古墳
- 馬見丘陵公園
- 西大和ニュータウン
- 葛下川